# Auguraculum
Het auguraculum (meervoud: auguracula) was een Romeinse tempel zonder dak gericht op kardinale punten, waarin in priesters uit het oude Rome naar voortekenen zochten en ornithomantie beoefenden. De priester stond dan in het midden van de tempel, in een tent of een hut, en bestudeerde de delen van de lucht waar vogels waren. Uit deze waarnemingen kon een priester dan de toekomst voorspellen.
Het auguraculum was een eenvoudig ontworpen gebouw: een kleine hut met een rieten dak. Er waren drie permanente Auguracula in het oude Rome: op de noordelijke top van de Capitolijn, de Arx, op de Quirinaal en op de Palatijn. Volgens Festus was er oorspronkelijk alleen een op de Arx. Het lag op het oosten van de heuveltop en was gericht op het noorden.